# Венчик (католицизм)
Ве́нчик — разновидность католической молитвы на чётках-розарии. Чётки для чтения венчиков используются такие же, как и для собственно молитвы розария, однако вместо молитв Отче наш и Радуйся, Мария в венчиках читаются определённые краткие молитвенные возгласы. Существует несколько разновидностей венчиков, наиболее распространённым является венчик Милосердию Божию, связанный с именем святой Фаустины Ковальской.

## Порядок чтения
1. Сначала читается вступительная молитва венчика — молитва в час Милосердия Божия: О, кровь и Вода, истекшие из Сердца Иисуса — источник милосердия для нас; уповаю на Тебя. Иисус, на Тебя уповаю.
2. Затем совершается крестное знамение и читается последовательно Отче наш, Радуйся, Мария и Апостольский Символ веры.
3. Молитвы, читаемые на больших и малых бусинах, различны для разных видов венчиков.

## Виды венчиков
- Венчик Милосердию Божию[1]
  - На больших бусинах произносится:

Предвечный Отче, приношу Тебе Тело и Кровь, Душу и Божество Возлюбленного Сына Твоего, Господа нашего Иисуса Христа, ради прощения грехов наших и всего мира.
- - На малых бусинах:

Ради Его Страданий — будь милосерден к нам и ко всему миру.
- - В завершение: Святый Боже, Святый Крепкий, Святый Бессмертный, — помилуй нас и весь мир (3 раза). Во имя Отца и Сына и Святого Духа. Аминь.
- Венчик покаяния
  - На больших бусинах: Святый Боже, Святый Крепкий, Святый Бессмертный помилуй нас.
  - На малых: Помилуй меня, Боже, по великой милости Твоей. или Сердце чистое сотвори во мне, Боже, и дух правый обнови внутри меня.
  - В завершение — крестное знамение.
- Венчик молитвенного прошения
  - На больших бусинах: Святый Боже, Святый Крепкий, Святый Бессмертный помилуй нас.
  - На малых: Услышь, Господи, молитву мою и внемли гласу моления моего.
  - В завершение — крестное знамение.
- Венчик прославления
  - На больших бусинах: Святый Боже, Святый Крепкий, Святый Бессмертный помилуй нас.
  - На малых: Благослови, душа моя, Господа и вся внутренность моя — святое имя Его.
  - В завершение — крестное знамение.
- Венчик Духу Святому и Его семи дарам — основан на Розарии (Чётках) Мира из Меджугорья, состоящий из 22 бусин (1 + 7 x 3) и креста. Богоматерь Меджугорская якобы рекомендует Розарий Мира для регулярной молитвы («Есть много христиан, которые больше не верят, потому что не молятся. Поэтому начинайте молиться ежедневно, по крайней мере, семь раз, Отче наш, Радуйся, Мария, Слава Отцу , и Верую в Бога")[2].